# Rudolf I Burgundzki
Rudolf I Burgundzki (również znany jako Radulf, Ralph, czy Raoul (ur. ok. 890, zm. 15 stycznia 936 w Auxerre) – książę burgundzki w latach 921–923, król zachodniofrankijski w latach 923–936.
Syn księcia burgundzkiego Ryszarda I, z dynastii Buviniden oraz Adelajdy, córki Konrada II, hrabiego Auxerre. W 921 roku ożenił się z Emmą, córką Roberta I i Béatrice de Vermandois. Dlatego po śmierci teścia mógł objąć władzę nad Frankami.
Podczas swojego panowania dwukrotnie (w latach 924 i 933) nadawał nowe terytoria Normanom, którzy od 911 byli lennikami królów Francji jako władcy Normandii.
W 923 r. w bitwie pod Fiorenzuola d’Arda pokonał wojska Berengara I z Friuli.